# Фрейман, Иосиф Яковлевич
Иосиф Яковлевич Фрейман (1894 — 1937) — советский деятель органов охраны общественного порядка, начальник МУРа.

## Биография
Родился в семье арендатора сельской колёсной водяной мельницы, окончил 4 класса городского начального училища, подрабатывал репетитором и в местной газете. В 1915 был призван в армию, воевал в Первую мировую войну в качестве бомбардира-наблюдателя. В 1918 после сразу же после демобилизации приезжает в Москву, становится комиссаром и начальником наружной охраны Административного отдела Замоскворецкого района. Вступает в РКП(б) и получает направление на Донбасс, где он работает в Трудовой армии, откуда через год, в 1921, возвращается в Москву и назначается начальником Московского уголовного розыска. Способствовал ликбезу среди сотрудников УГРО. В марте 1922 его направляют на работу в ВЛКСМ, в том же году работает в Харькове в качестве окружного прокурора, после чего через несколько месяцев он становится управделами табачного, а затем нефтяного синдиката в Москве. В 1926—1927 работал помощником директора фабрики «Пролетарская победа» в Пушкинском районе. Будучи троцкистом, вербовал сторонников, распространял троцкистскую литературу, за что в декабре 1927 был исключён из партии, но вскоре восстановлен.
С 1929 до 1931 работает заместителем управляющего треста «Метрострой». С 1931 до 1933 был помощником, а затем и начальником строительства социалистического городка в Бобриках, с 1933 до 1934 начальником строительства Павшинского треста «Металлстрой» в Московской области, с 1934 до 1935 начальником строительства «Филистрой» Народного комиссариата тяжёлой промышленности. Вновь обвинён в связях с троцкистами, секретариат МГК объявляет ему строгий выговор с предупреждением, а ЦК ВКП(б) направляет в Днепродзержинск в качестве начальника строительного управления, возводившего Азотно-туковый комбинат. На последнем месте работы, в январе 1937 за троцкизм исключают из партии, а 14 июня того же года приговаривают к высшей мере наказания.